# Seleucus (hố)

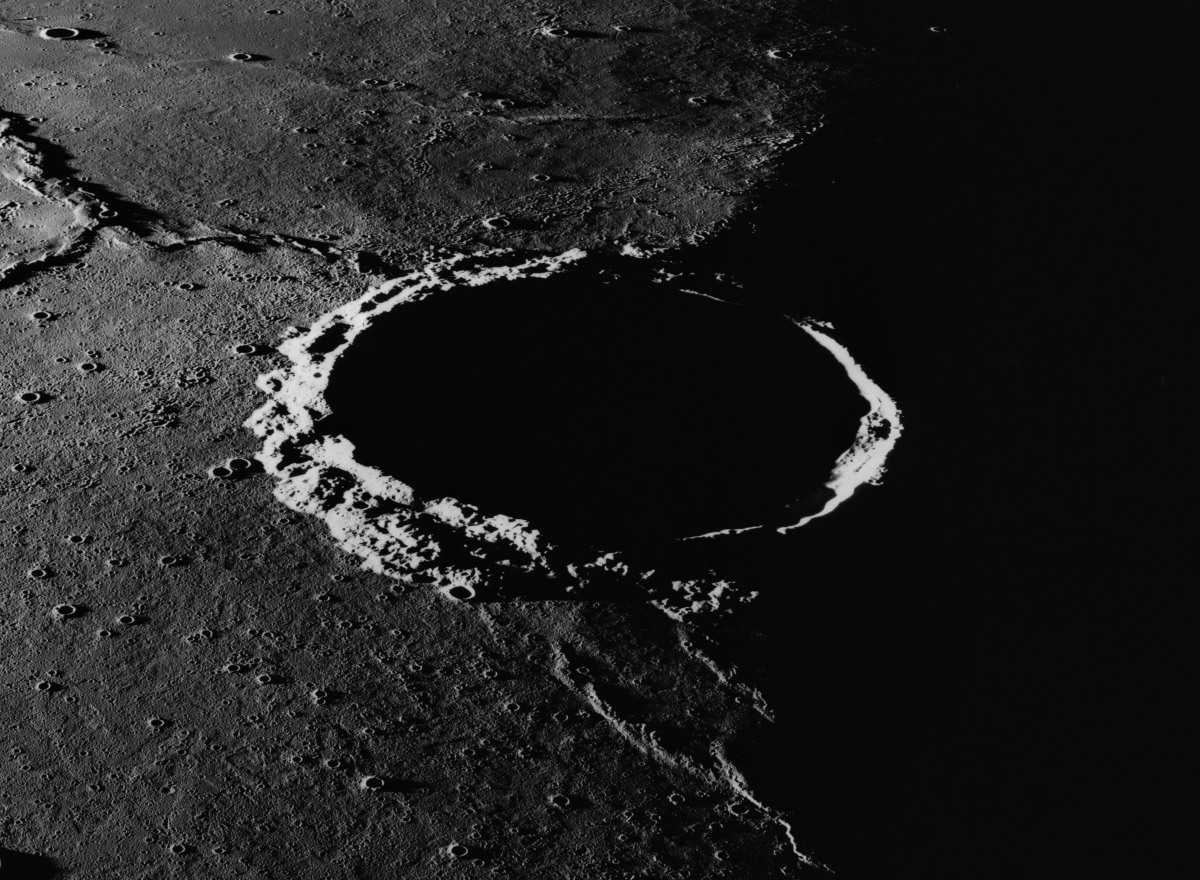
Tầm nhìn gần hướng về phía nam từ Apollo 15 khi Mặt Trời mọc tại đường rạng đông Mặt Trăng

Seleucus là một hố Mặt Trăng (hố va chạm) nằm tại phần tây của đại dương Oceanus Procellarum. Về phía tây của hố là một hố có thềm dung nham Eddington. Về phía tây nam là hố Krafft và tây bắc là hố Briggs.
Vành hố Seleucus có hình dạng rất khuôn mẫu, với bậc thang ở bên tường trong và một sườn nhỏ. Thềm hố tương đối bằng phẳng, với một đỉnh trung tâm nhỏ. Một hệ thống quang thiêu sáng đến từ hố Glushko, ở 500 km về hướng tây nam, về vành phía đông nam của hố Seleucus.
Vành hẹp của Seleucus và sự tương tác kì lạ giữa vành của nó và biển xung quanh nó chứng tỏ rằng sự ngập cuối cùng của biển được diễn ra sau khi hố được hình thành, nên hố có tuổi già hơn những biển bazan trong khu vực xung quanh.
Xấp xỉ 50 km về phía đông nam của hố Seleucus, trên đại dương Oceanus Procellarum, là chỗ đáp của tàu Luna 13 của Liên bang Xô Viết.

## Hố vệ tinh
Theo quy ước, những tính chất này được xác định trên bản đồ bằng cách đặt từng chữ cái là tâm của các hố vệ tinh gần với Seleucus nhất.
| Seleucus | Vĩ độ   | Kinh độ | Đường kính |
| -------- | ------- | ------- | ---------- |
| A        | 22.0° B | 60.5° T | 6 km       |
| E        | 22.4° B | 63.9° T | 4 km       |